# Firstspitz
Der Firstspitz ist ein 1624 m ü. M. hoher Berg in den Schwyzer Voralpen im Schweizer Kanton Schwyz.
Er liegt in der Gemeinde Illgau, zwischen der Ibergeregg im Norden und dem Muotatal im Süden. Er ist als Bergtour von Muotathal sowie von Illgau aus erreichbar, der Schwierigkeitsgrad wird mit T3 bis T4 angegeben.